# Chiesa di Santa Maria in Aracoeli (Milano)
La chiesa di Santa Maria in Aracoeli era una chiesa di Milano. Situata in corrispondenza dell'attuale incrocio tra corso di Porta Nuova e via Fatebenefratelli, fu demolita nel 1937.

## Storia e descrizione
La costruzione della chiesa risalirebbe al 1630, affiancata all'ospedale Fatebenefratelli fondati nel 1588 dall'allora arcivescovo di Milano Gaspare Visconti. Con l'unità d'Italia si assistette all'allontanamento dei religiosi dall'ospedale e dalla chiesa, che fu poi demolita assieme al vecchio edificio dell'ospedale.
La chiesa conteneva quattro cappelle, di cui "una tra le altre contiene settante pezzi di sacre reliquie".